# Mustafa A.G. Abushagur
Dr. Mustafa A.G. Abushagur (født 15. februar 1951, Tripoli, Libyen) er en libysk politiker og vicepremierminister  i den midlertidige overgangsregering efter borgerkrigen i Libyen. Han er den stiftende formand for RIT Dubai, professor i elektroteknik og iværksætter.